# Sierra de Urbasa
Sierra de Urbasa är en bergskedja i Spanien.   Den ligger i provinsen Provincia de Navarra och regionen Navarra, i den norra delen av landet, 300 km norr om huvudstaden Madrid. Arean är 114 kvadratkilometer.